# جیوه (II) نیترات
جیوه(II) نیترات (به انگلیسی: Mercury(II) nitrate) با فرمول شیمیایی Hg(NO۳)۲ یک ترکیب شیمیایی است. که جرم مولی آن ۳۲۴٫۷ g/mol می‌باشد. شکل ظاهری این ترکیب، بلورهای بی‌رنگ یا پودر سفید است.